# 尊重

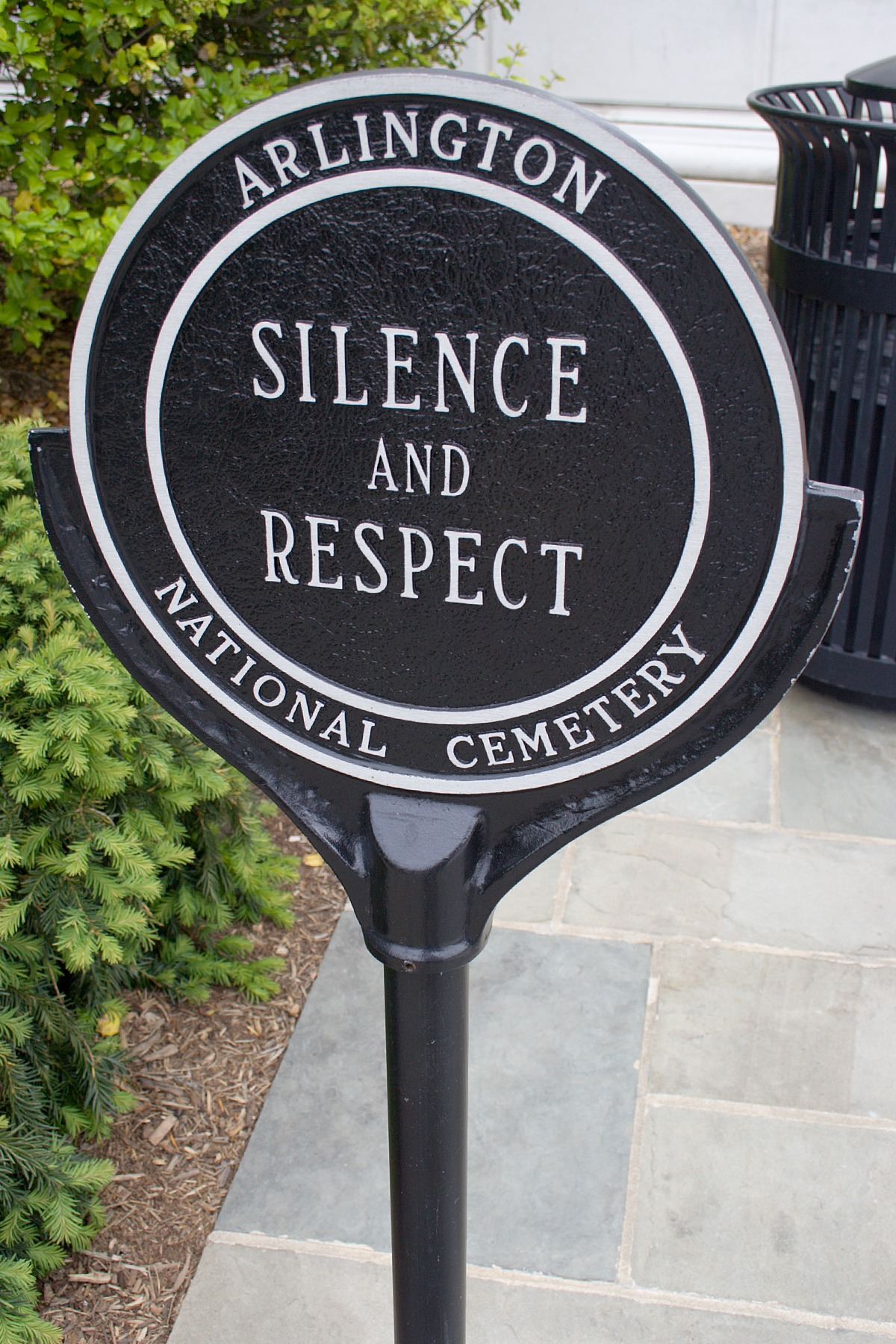
一塊表達尊重的標誌牌

尊重（英語：respect）是對人、群體以及他們特定的行為表達喜歡、敬重以及肯定。尊重可以是他人對特定個人質素的肯定、亦可以對特定倫理觀的肯定。尊重是雙向的，是人與人之間的良性互動，一個人可以對他人表達尊重，他人亦可會對自己表達尊重，人們可以互相尊重。不干涉他人所做出的選擇，讓所有人充分行使自主權也是一種尊重。

## 簡介
尊重，是對一個被斟酌為「重要的人或者事物」，表現的正面感覺或行動，高度敬重和看重，尊重也是一種對滿意或重要的品質的欽佩和欣賞感(a sense of admiration)傳達和表達。 
尊重也是公開呈現關懷，照顧(exhibiting care)，關心擔憂(concern)或斟酌考量他們的需要或感受(consideration for their needs or feelings)來表彰某人的一系列的行為。
有些人通過幫助解救他人或扮演重要的社會角色來贏得尊重。

## 各種看法
在許多文化中，每個"個人"都是值得尊重的。表達尊重的禮儀可能包括簡單的單詞和短語，例如平常所講的“謝謝”或合十禮 (Namaste)，或者簡單的肢體上的示意，如微微的鞠躬，微笑，直接的眼神接觸或握手； 但是這些行為根據不同的文化背景和文化環境可能會有非常不同的解讀。
香港中文大學政治及行政系副教授周保松認為，平等尊重本身是重要的好，對等尊重不是建基於權力、金錢和外在競爭，而是建基於道德人格:36。

## 基本解释
1. 尊崇而敬重。例如：尊重某人的权利，尊重他的意见。

## 外部連結
- Essay on Respect （页面存档备份，存于）
- Respect Research Group: Multidisciplinary research project on interpersonal respect, with additional quotes, gallery, literature （页面存档备份，存于）
- [http://www.umemy.com/#pay%20respect （页面存档备份，存于） Respect Scorebo
- On Respect and Religion